# Udinese Calcio 1991-1992
Questa voce raccoglie le informazioni riguardanti l'Udinese Calcio nelle competizioni ufficiali della stagione 1991-1992.

## Stagione
Per la stagione 1991-1992 il vertice della società udinese, il patron Giampaolo Pozzo, pone alla massima carica societaria, quella di amministratore unico della società Giovanni Caratozzolo, vi rimarrà per otto stagioni. Quale allenatore si è puntato su un tecnico, profondo conoscitore della cadetteria, il professor Franco Scoglio, e sulla riconferma della coppia collaudata di argentini Nestor Sensini e Abel Balbo rispettivamente a centrocampo ed in attacco, con Antonio Manicone a garantire fantasia e geometrie, mentre Andrea Mandorlini dirige il reparto arretrato. L'Udinese così disegnata si dimostra sul campo una squadra solida ed equilibrata, ed il campo ed i risultati avvalorano tale tesi. A febbraio tuttavia un calo fisico e di risultati costa il posto al professore, a sostituirlo viene chiamato Adriano Fedele un ex molto amato in Friuli, che riesce a ridare freschezza atletica ai giocatori bianconeri, i quali prima si riprendono e poi mantengono la quarta poltrona, che vale la Serie A, ritrovata dopo due stagioni cadette. Salgono nella massima serie con il Brescia, il Pescara e l'Ancona. Nella Coppa Italia i friulani superano la Triestina nel primo turno, poi nel secondo turno vengono eliminati dalla Juventus.

## Rosa
| N. |                      | Ruolo | Calciatore          |
| -- | -------------------- | ----- | ------------------- |
|    | Italia (bandiera)    | P     | Giuliano Giuliani   |
|    | Italia (bandiera)    | P     | Nicola Di Leo       |
|    | Italia (bandiera)    | D     | Alessandro Calori   |
|    | Italia (bandiera)    | D     | Renzo Contratto     |
|    | Italia (bandiera)    | D     | Manuel Marcuz       |
|    | Italia (bandiera)    | D     | Emidio Oddi         |
|    | Italia (bandiera)    | D     | Stefano Rossini     |
|    | Argentina (bandiera) | D     | Roberto Sensini     |
|    | Italia (bandiera)    | C     | Francesco Dell'Anno |

| N. |                      | Ruolo | Calciatore        |
| -- | -------------------- | ----- | ----------------- |
|    | Italia (bandiera)    | C     | Andrea Mandorlini |
|    | Italia (bandiera)    | C     | Antonio Manicone  |
|    | Italia (bandiera)    | C     | Luca Mattei       |
|    | Italia (bandiera)    | C     | Willy Pittana     |
|    | Italia (bandiera)    | C     | Fabio Rossitto    |
|    | Italia (bandiera)    | C     | Rodolfo Vanoli    |
|    | Italia (bandiera)    | A     | Marco Nappi       |
|    | Italia (bandiera)    | A     | Lorenzo Marronaro |
|    | Argentina (bandiera) | A     | Abel Balbo        |

## Risultati

### Serie B

#### Girone di andata
| Arbitro: | Cardona (Milano) |

|           |           |                   |
| Nappi 35’ | Marcatori | 5’ (aut.) Sensini |

| Arbitro: | Guidi (Bologna) |

|              |           |             |
| Gazzaneo 15’ | Marcatori | 90+2’ Balbo |

| Arbitro: | Arena (Ercolano) |

|                     |           |  |
| Balbo 58’ Nappi 86’ | Marcatori |  |

| Lucca 22 settembre 1991 4ª giornata | Lucchese        | 0 – 0 | Udinese | Stadio Porta Elisa (9.742 spett.)\| Arbitro: \| Boggi (Salerno) \| |
| Arbitro:                            | Boggi (Salerno) |       |         |                                                                    |

| Arbitro: | Luci (Firenze) |

|           |           |  |
| Balbo 74’ | Marcatori |  |

| Caserta 6 ottobre 1991 6ª giornata | Casertana        | 0 – 0 | Udinese | Stadio Alberto Pinto (12.000 spett.)\| Arbitro: \| Chiesa (Livorno) \| |
| Arbitro:                           | Chiesa (Livorno) |       |         |                                                                        |

| Arbitro: | Cinciripini (Ascoli Piceno) |

|            |           |                |
| Giunta 31’ | Marcatori | 35’ Mandorlini |

| Arbitro: | Nicchi (Arezzo) |

|                         |           |               |
| Nappi 62’ Dell'Anno 65’ | Marcatori | 56’ Piraccini |

| Arbitro: | Cesari (Genova) |

|             |           |             |
| Putelli 12’ | Marcatori | 30’ Sensini |

| Arbitro: | Collina (Bologna) |

|               |           |              |
| Dell'Anno 35’ | Marcatori | 61’ Baldieri |

| Arbitro: | Livio Bazzoli (Merano) |

|                     |           |                  |
| De Vitis 60’ (rig.) | Marcatori | 68’, 87’ Sensini |

| Arbitro: | Bettin (Padova) |

|                                   |           |  |
| Balbo 36’, 57’ Marronaro 79’, 90’ | Marcatori |  |

| Arbitro: | Cinciripini (Ascoli Piceno) |

|                 |           |  |
| Balbo 9’ (rig.) | Marcatori |  |

| Arbitro: | Quartuccio (Torre Annunziata) |

|                                     |           |                |
| Rizzolo 2’ Centofanti 43’ Biffi 86’ | Marcatori | 57’ Mandorlini |

| Arbitro: | Felicani (Bologna) |

|  |           |              |
|  | Marcatori | 25’ Ferrante |

| Arbitro: | Fabricatore (Roma) |

|              |           |           |
| De Patre 70’ | Marcatori | 50’ Nappi |

| Arbitro: | Amendolia (Messina) |

|                |           |          |
| Balbo 61’, 86’ | Marcatori | 37’ Bivi |

| Arbitro: | Pairetto (Nichelino) |

|                        |           |  |
| Caccia 31’ Monza 90+1’ | Marcatori |  |

| Arbitro: | Mughetti (Cesena) |

|           |           |  |
| Balbo 52’ | Marcatori |  |

#### Girone di ritorno
| Arbitro: | Chiesa (Milano) |

|             |           |           |
| Bonaldi 52’ | Marcatori | 30’ Nappi |

| Arbitro: | Lo Bello (Siracusa) |

|                         |           |                      |
| Dell'Anno 3’ Mattei 32’ | Marcatori | 59’ Marulla 87’ Aimo |

| Taranto 9 febbraio 1992 22ª giornata | Taranto         | 0 – 0 | Udinese | Stadio Erasmo Iacovone (9.000 spett.)\| Arbitro: \| Boggi (Salerno) \| |
| Arbitro:                             | Boggi (Salerno) |       |         |                                                                        |

| Udinese 16 febbraio 1992 23ª giornata | Udinese       | 0 – 0 | Lucchese | Stadio Friuli (13.017 spett.)\| Arbitro: \| Rosica (Roma) \| |
| Arbitro:                              | Rosica (Roma) |       |          |                                                              |

| Arbitro: | Stafoggia (Pesaro) |

|                          |           |  |
| Gabrieli 49’ Miranda 89’ | Marcatori |  |

| Arbitro: | Rodomonti (Teramo) |

|                                          |           |                     |
| Campilongo 10’ (aut.) Balbo 90+1’ (rig.) | Marcatori | 69’, 72’ Campolongo |

| Arbitro: | Fucci (Salerno) |

|  |           |                          |
|  | Marcatori | 82’ Giunta 89’ Bonometti |

| Arbitro: | Scaramuzza (Mestre) |

|              |           |           |
| Amarildo 46’ | Marcatori | 65’ Nappi |

| Udine 29 marzo 1992 28ª giornata | Udinese                     | 0 – 0 | Padova | Stadio Friuli (15.022 spett.)\| Arbitro: \| Cinciripini (Ascoli Piceno) \| |
| Arbitro:                         | Cinciripini (Ascoli Piceno) |       |        |                                                                            |

| Arbitro: | Amendolia (Messina) |

|             |           |  |
| Moriero 73’ | Marcatori |  |

| Arbitro: | Boggi (Salerno) |

|                          |           |             |
| Sensini 7’ Marronaro 82’ | Marcatori | 86’ Madonna |

| Arbitro: | Ceccarini (Livorno) |

|                                                       |           |                                |
| Turkyilmaz 19’, 72’ (rig.), 90+1’ Giuliani 85’ (aut.) | Marcatori | 79’ (aut.) Mariani 90+2’ Nappi |

| Reggio Emilia 3 maggio 1992 32ª giornata | Reggiana       | 0 – 0 | Udinese | Stadio comunale Mirabello (11.000 spett.)\| Arbitro: \| Luci (Firenze) \| |
| Arbitro:                                 | Luci (Firenze) |       |         |                                                                           |

| Arbitro: | Merlino (Torre del Greco) |

|               |           |  |
| Marronaro 54’ | Marcatori |  |

| Arbitro: | Cesari (Genova) |

|  |           |                      |
|  | Marcatori | 54’ (aut.) Scarafoni |

| Udine 24 maggio 1992 35ª giornata | Udinese              | 0 – 0 | Venezia | Stadio Friuli (19.219 spett.)\| Arbitro: \| Pairetto (Nichelino) \| |
| Arbitro:                          | Pairetto (Nichelino) |       |         |                                                                     |

| Arbitro: | Collina (Bologna) |

|                        |           |                      |
| Dicara 30’ Massara 63’ | Marcatori | 34’ Mattei 74’ Nappi |

| Arbitro: | Luci (Firenze) |

|                                    |           |  |
| Balbo 40’ Manicone 45+1’ Nappi 86’ | Marcatori |  |

| Arbitro: | Fabricatore (Roma) |

|  |           |                           |
|  | Marcatori | 2’ Dell'Anno 83’ Manicone |

### Coppa Italia

#### Turni preliminari
| Arbitro: | Bettin (Padova) |

|                                                 |           |                      |
| Balbo 45+1’ (rig.) Mandorlini 49’ Dell'Anno 52’ | Marcatori | 46’ (rig.) G. Romano |

| Arbitro: | Bazzoli (Merano) |

|                      |           |           |
| G. Romano 90’ (rig.) | Marcatori | 66’ Nappi |

| Udine 28 agosto 1991 Secondo turno - Andata | Udinese            | 0 – 0 | Juventus | Stadio Friuli (18205 spett.)\| Arbitro: \| Sguizzato (Verona) \| |
| Arbitro:                                    | Sguizzato (Verona) |       |          |                                                                  |

| Arbitro: | Stafoggia (Pesaro) |

|                                          |           |  |
| Marocchi 42’ R. Baggio 54’ Casiraghi 76’ | Marcatori |  |

## Statistiche

### Statistiche di squadra
| Competizione | Punti | Totale | Totale | Totale | Totale | Totale | Totale | Dr |
| Competizione | Punti | G      | V      | N      | P      | Gf     | Gs     | Dr |
| ------------ | ----- | ------ | ------ | ------ | ------ | ------ | ------ | -- |
| Serie B      | 44    | 38     | 13     | 18     | 7      | 41     | 33     | +8 |
| Coppa Italia | -     | 4      | 1      | 2      | 1      | 4      | 5      |    |
| Totale       |       | 42     | 14     | 20     | 8      | 45     | 38     |    |